# Nongoma

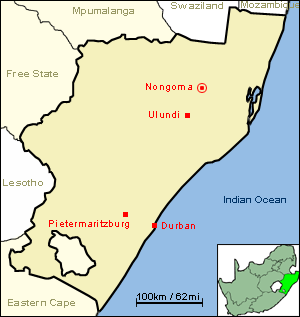
Nongomas läge i Sydafrika

Nongoma är en stad i Zululand, provinsen KwaZulu-Natal i Sydafrika, 300 km norr om Durban och 56 km från Ulundi. Staden omges av Ngomeskogen och är en livlig marknadsstad. Folkmängden uppgick till 7 629 invånare vid folkräkningen 2011. Den är huvudort för kommunen Nongoma Local Municipality, som hade 194 908 invånare 2011, och är den näst största kommunen i Zululand både ytmässigt och befolkningsmässigt. I Nongoma bor den nuvarande zulukungen Goodwill Zwelethini kaBhekuzulu, vars fyra palats är stadens största turistattraktion. Palatsen är:
- Khethomthandayo Royal Palace, där en av kungens hustrur bor.
- Kwakhangelamankengane Royal Palace, där kungens första hustru, Mantfombi Dlamini-Zulu, bor.
- Linduzulu Royal Palace, där hustrun MaNdlovu bor.
- Enyokeni Royal Palace, där hustrun MaMchiza bor. Detta är kungens enda "traditionella" palats. I början av september äger umhlanga ("vassrörsdansen") rum här. Ceremonin är lånad från Swaziland och togs upp av den nuvarande kungen.

## Historia
Området var i slutet av 1700-talet hem åt kung Zwide, en ndwandwekung som senare besegrades av Shaka i början av Mfecanekrigen. Den 30 mars 1883 besegrade zuluregementet Mandlakazi under ledning av Zibhebhu uSuthuregementet, som stödde kung Cetshwayo kaMpande, i Msebedalen nära Nongoma.
Själva staden grundades 1887, när britterna byggde Fort Ivuna som en buffertzon mellan de olika krigande zulugrupperna. Staden kallades ursprungligen Ndwandwe, men fick senare sitt nuvarande namn efter ett tidigare namn som lokalbefolkningen gett det heliga område där staden ligger, KwaNongoma ("Sångens moders plats", alternativt "Magikerns plats", syftande på Zwide). I juni 1888 förstördes Nongoma av uSuthu, men återuppbyggdes. Fortet användes under Bhambatha-upproret 1906.
Två zulukungar ligger begravda i Nongomaområdet:
- Solomon kaDinuzulu (1891 – 1933), son till Dinuzulu kaCetshwayo
- Cyprian Bhekuzulu kaSolomon (1924 – 1968), son till Solomon kaDinuzulu och far till den nuvarande zulukungen Goodwill Zwelithini.